# زلاتا اولشنیتسه (منطقه تروتنوف)
زلاتا اولشنیتسه (منطقه تروتنوف) (به چکی: Zlatá Olešnice) یک منطقهٔ مسکونی در جمهوری چک است که در منطقه تروتنوف واقع شده‌است.